# Keith Urban
Keith Lionel Urban (n. 26 octombrie 1967, Whangarei) este un cântăreț de muzică country, compozitor și chitarist neo-zeelandezo-australian.

## Biografie
Familia lui s-a mutat în Australia, când acesta avea doar 2 ani, mai târziu și-a început cariera în Australia, la o vârstă destul de fragedă.
În 1991, el și-a lansat un album de debut auto-intitulat, și a avut patru single-uri în topurile din Australia, înainte de a se muta în Statele Unite în 1992.
În cele din urmă, Urban și-a găsit de lucru ca și chitarist înainte de a se alatura unei trupe cunoscute sub numele de The Ranch, care a înregistrat un album de studio la casa de discuri Capitol Records și a avut două single-uri in topurile de muzică country Billboard.
Tot la casa de discuri Capitol Records și-a făcut debutul solo în 1999 cu albumul Keith Urban. Certificat cu platină în SUA, el s-a clasat, de asemenea, pentru prima dată pe locul unu în American în "But for the Grace of God".
Urban a lansat un total de nouă albume de studio. El are mai mult de cincisprezece single-uri clasate in topurile country din SUA, inclusiv paisprezece Number Ones. Urban cantă la chitară acustică si electrică, precum si la banjo, chitară bas, mandolină, pian, sitar, bouzouki și baterie.

## The Voice
La data de 23 noiembrie 2011, Urban a fost confirmat ca fiind unul dintre cei patru antrenori vocali în competitia australiana The Voice. 
La 14 septembrie 2012, Urban a lansat o declarație cum că el nu va semna din nou pentru sezonul 2.

## American Idol
La data de 16 septembrie 2012, Fox a anuntat ca Urban va fi unul din cei patru judecători al spectacolului american American Idol, alaturi de Randy Jackson, Mariah Carey, și Nicki Minaj.

## Viața personală
Urban a întâlnit-o pe actrița australiană Nicole Kidman la G'Day Los Angeles, un eveniment de la Hollywood în onorarea australienilor, ce a avut loc în ianuarie 2005, dar nu au  început să se întâlnească decât 6 luni mai târziu. Kidman și Urban s-au căsătorit în duminica zilei de 25 iunie 2006, în Sydney. Înainte de a fi cu Nicole, Urban a fost împreună cu Niki Taylor între 2002 și 2004.
La 7 ianuarie 2008, Nicole Kidman a confirmat că ea și Urban așteapta primul lor copil împreună.
În 2010, Urban si Nicole Kidman au avut-o pe a doua lor fiică, Faith Margaret Kidman Urban.

## Discografie
Albume
- Keith Urban (1991 album)
- The Ranch (album)
- Keith Urban (album)
- Golden Road (album)
- Be Here (2004)
- Love, Pain & the Whole Crazy Thing(2006)
- Defying Gravity (2009)
- Get Closer (2010)
- Fuse (2013)